# Ingrid Eberle
Pour les articles homonymes, voir Eberle.
Ingrid Eberle, née le 3 juin 1957 à Dornbirn, est une ancienne skieuse alpine autrichienne.

## Palmarès

### Jeux olympiques
| Épreuve / Édition   | Descente | Géant | Slalom |
| JO 1980 Lake Placid | 6e       | 14e   | 13e    |

### Championnats du monde
| Épreuve / Édition        | Descente | Géant | Slalom | Combiné |
| JO 1980 Lake Placid      | 6e       | 14e   | 13e    | Bronze  |
| Mondiaux 1982 Schladming | —        | —     | 13e    | —       |

### Coupe du monde
- Meilleur résultat au classement général : 16e en 1980

#### Saison par saison
- Coupe du monde 1973 :
  - Classement général : 34e
- Coupe du monde 1974 :
  - Classement général : 34e
- Coupe du monde 1976 :
  - Classement général : 43e
- Coupe du monde 1977 :
  - Classement général : 24e
- Coupe du monde 1978 :
  - Classement général : 17e
- Coupe du monde 1980 :
  - Classement général : 16e
- Coupe du monde 1981 :
  - Classement général : 41e
- Coupe du monde 1982 :
  - Classement général : 20e

### Arlberg-Kandahar
- Meilleur résultat : 10e place dans le combiné 1973 à Chamonix